# کیمبرلی (آیداهو)
کیمبرلی (به انگلیسی: Kimberly) شهری در شهرستان توینفالز ایالت آیداهو است که جمعیت آن در سرشماری سال ۲۰۱۰ میلادی ۳٬۲۶۴ نفر بوده است.

## موقعیت جغرافیایی
موقعیت جغرافیایی شهرها و مناطق اطراف به شرح زیر است: